# 李店镇 (社旗县)
李店镇，是中华人民共和国河南省南阳市社旗县下辖的一个乡镇级行政单位。

## 行政区划
李店镇下辖以下地区：
李店村、王场村、古渡孙村、半坡村、薛庄村、西杨庄村、王庄村、北杨庄村、贾桥村、青台村、元庄村、朱庄村、超志王村、冢坡村、下郭村、李营村、狮子庄村、栗盘村、常庄村、贺岗村、梁岗村和寇楼村。